# Kappendrup
Kappendrup is een plaats in de Deense regio Zuid-Denemarken, gemeente Nordfyn. De plaats telt 280 inwoners (2020). Kappendrup ligt aan de voormalige spoorlijn Odense - Bogense. Het stationsgebouw is bewaard gebleven.